# Aniculus miyakei
Aniculus miyakei is een tienpotigensoort uit de familie van de Diogenidae. De wetenschappelijke naam van de soort is voor het eerst geldig gepubliceerd in 1984 door Forest.